# Стрёмберг, Гленн
Гленн Пе́тер Стрёмберг (швед. Glenn Peter Strömberg; 5 января 1960, Гётеборг) — шведский футболист, защитник и полузащитник. Лучший футболист Швеции 1985 года.

## Карьера

### Клубная
Родился 5 января 1960 года в Гётеборге. Воспитанник футбольной школы клуба «Лерчильс».
Во взрослом футболе дебютировал в 1976 году в составе «Гётеборга», в котором провёл шесть сезонов, приняв участие в 97 матчах чемпионата.
В сезоне 1983/84 стал чемпионом Португалии в составе «Бенфики».
В 1984 году перешёл в итальянскую «Аталанту», за которую отыграл восемь сезонов. Четыре сезона был капитаном «бергамасков». Завершил карьеру футболиста в 1992 году.

### В сборной
3 июня 1982 года дебютировал за сборную Швеции в товарищеском матче против СССР (1:1). За 9 лет выступлений в национальной команде провёл 52 матча, забил 7 голов. Участник чемпионата мира 1990 года в Италии.

## Достижения

### Командные
Гётеборг
- Чемпион Швеции: (1) 1982
- Обладатель Кубка Швеции: (2) 1978/79, 1981/82
- Кубок УЕФА: (1) 1981/82

 Бенфика
- Чемпион Португалии: (1) 1983/84

### Личные
- Футболист года в Швеции: 1985